# Quiksilver

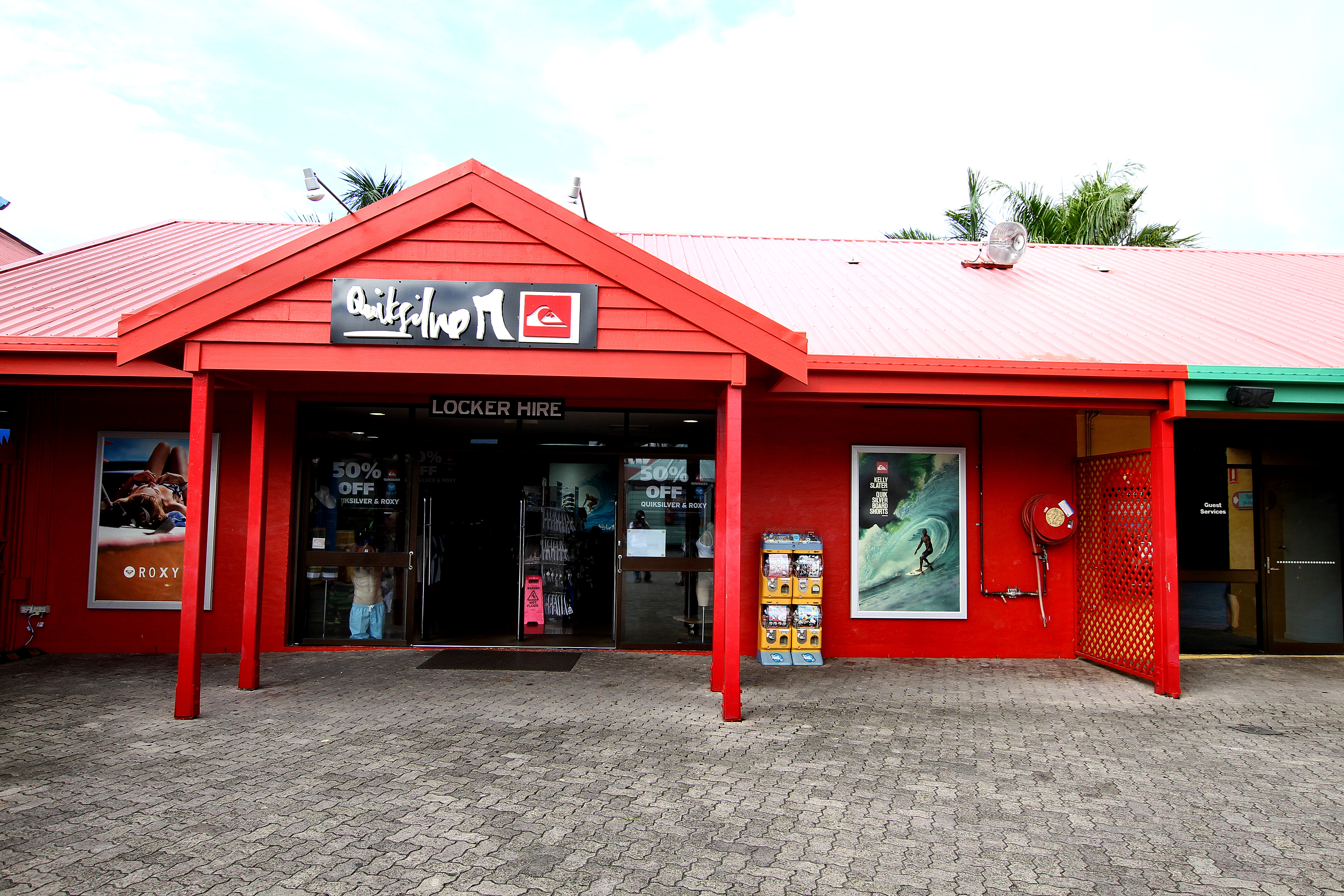
Sklep należący do Quiksilver

Quiksilver – australijska firma surfingowa powstała w 1969 roku w celu produkcji specjalnych spodenek dla surferów – boardshortów. Produkuje deski surfingowe, odzież oraz obuwie. Firma opiera wzornictwo swoich produktów na motywach roślinnych np. hawajskich kwiatów i zwierzęcych. Organizowane są także zawody surfingowe pod patronatem firmy Quiksilver na całym świecie. Marka nie ogranicza się tylko do surfingu, na przestrzeni lat zaczęła udzielać się także w innych sportach ekstremalnych, skateboardingu  (sponsoruje m.in. pro skatera Tony'ego Hawka) i snowboardzie (jest producentem odzieży zimowej i desek znanych na całym świecie). Grupa QS bezpośrednio współpracuje z firmą Rossignol (QS był do listopada 2008 r. właścicielem firmy Rossignol). Quiksilver nie ogranicza się jedynie do ubrań męskich. Roxy jest częścią firmy QS, która zajmuje się produkowaniem odzieży damskiej (logo Roxy jest podwojonym i odwróconym względem siebie znakiem QS). Od 2008 roku dostępna jest kolekcja damska marki Quiksilver. 10 marca 2004 roku Quiksilver przejął firmę DC Shoes.
Firma udziela się w działaniach proekologicznych, produkuje linie odzieży wykonanej z ekologicznych materiałów, odzież dostarczana jest do sklepów w torebkach z ekologicznego tworzywa, a torby, w które pakowane są produkty zakupione w sklepie, pochodzą z recyklingu i są malowane wyłącznie ekologicznymi farbami.